# Fabrizio Cecca
Fabrizio Cecca (* 16. September 1956 in Rom; † 31. Mai 2014 ebenda) war ein italienischer Paläontologe und Jazzmusiker (Kontrabass, Komposition).

## Leben und Wirken
Cecca studierte in Rom Geologie, wo er 1982 mit einer Arbeit über Ammoniten aus dem Jura und der Kreidezeit seinen Abschluss machte. Dann zog er nach Lyon, wo er 1986 über Ammoniten des Jura promovierte. Von 1987 bis 1986 war er beim Geologischen Dienst Italiens beschäftigt, wo er hauptsächlich in der geologischen Kartierung tätig war. Doch sein Interesse an den Ammoniten ließ nicht nach. Als sich die Gelegenheit bot, in die Grundlagenforschung zurückzukehren, ergriff er sie und wurde Dozent am Geologischen Institut der Universität Urbino. 1996 habilitierte er sich über „Biostratigraphie, Paläobiogeographie, Paläoumwelt der spätjurassisch-frühkreidezeitlichen Ammoniten des Apennins von Umbrien und Marken im paläogeographischen Umfeld der Tethys“, um 1998 eine Stelle als Professor an der Universität der Provence Aix-Marseille I anzutreten. 2002 wurde er nach Paris an die Universität Pierre und Marie Curie berufen. Dort engagierte er sich für Änderungen der Lehrmethoden und förderte die Paläontologie als Teil der Lehre von den Erdwissenschaften.
Cecca verfolgte in mehr als 100 Veröffentlichungen die folgenden Forschungsschwerpunkte: Paläontologie und Biostratigraphie (Revision der sizilianischen Ammonitenfaunen der Sammlung Gemmellaro; neue Faunen und Biostratigraphie des Oberjuras und der Unterkreide in Umbrien-Marche, Lombardei, Sizilien sowie im Südosten Frankreichs) sowie Paläoumwelt und Paläobiogeographie (biologische Krise im unteren Toarcium; anoxische Ereignisse in der Unteren Kreide und ökologische Kontrolle der Ammonitenassemblagen; Paläoumweltkarten der Tethys; paläobathymetrische Interpretation der morphologischen Typen der Ammoniten aus dem obersten Jura). Er verfasste die Erstbeschreibung von acht Arten. Nach ihm wurde die Gattung Ceccaisculitoides und die Art Proceritella ceccai benannt.
Cecca verfasste Beiträge zur jüngsten Ausgabe des Dictionary of Geology. Er war auch Autor von Büchern über die Paläobiogeographie mariner fossiler Invertebraten, deren Konzepte und Methoden, die die wichtigsten Ideen, Modelle und Methoden der Paläobiogeographie erläutern. In verantwortlicher Position nahm er an nationalen und internationalen Projekten teil. Er hat auch zahlreiche wissenschaftliche Tagungen organisiert oder mitorganisiert.
Bereits zuvor war Cecca als Musiker aktiv. 1973 begann er als musikalischer Autodidakt Kontrabass zu spielen, bevor er Unterricht bei Bruno Tommasi nahm. Ab Herbst 1974 schloss er sich verschiedenen Jugendjazzgruppen in Rom an und spielte mehrmals mit Massimo Urbani. Gemeinsam mit Giancarlo Maurino, Nicola Stilo, Sandro Satta, Giampaolo Ascolese und Gaetano Delfini gründete er die Folk Magic Band, die 1976 auf dem Pescara Jazz Festival spielte und ein Album vorlegte. Dann ging er mit Francesco De Gregori auf Tournee und begleitete Mimmo Locasciulli, Sergio Caputo und Donatella Luttazzi. Von 1977 bis 1979 bildete er ein Trio mit Francesco Forti (Saxophon, Klarinette und Gesang) und Michele Ascolese (Gitarre). Zwischen 1980 und 1983 war er Mitglied der Gruppe Acustica Medievale, mit der er 1982 ein Album aufnahm. Daneben spielte er in der Roman New Orleans Jazz Band. In den folgenden Jahren war er in verschiedenen Bigbands und weiteren Gruppen aktiv; gelegentlich kam es zu einzelnen Mitwirkungen an Studioaufnahmen. 2008 produzierte er sein Debütalbum mit dem Titel Southern Avenue, das Themen aufgriff, die Cecca während seiner Reisen zwischen Rom und Paris entwickelte.

## Schriften (Auswahl)
- Palaeobiogeography of Marine Fossil Invertebrates Routledge, 2002
- Fabrizio Cecca & René Zaragüeta: Paléobiogéographie EDP Sciences, 2015

## Diskographische Hinweise
- Southern Avenue (Cristal Records 2008, mit Julien Alour, Fidel Fourneyron, Andrea Romani, Giovanni Ceccarelli, Julien Jolly sowie Nicolas Stilo, Maurizio Urbani, Silvio Piersanti)[3]